# Angel of Retribution
Angel of Retribution – album muzyczny zespołu Judas Priest wydany 1 marca 2005 roku. Zaznacza on powrót Roba Halforda po 10-letniej nieobecności. Album zadebiutował na 13. miejscu amerykańskiej liście Billboard 200 oraz pierwszy raz wspiął się na pierwsze miejsce w krajowych listach (w Grecji).

## Lista utworów
1. "Judas Rising" – 3:52
2. "Deal With The Devil" – 3:54
3. "Revolution" – 4:42
4. "Worth Fighting For" – 4:17
5. "Demonizer" – 4:35
6. "Wheels Of Fire" – 3:41
7. "Angel" – 4:23
8. "Hellrider" – 6:06
9. "Eulogy" – 2:54
10. "Lochness" – 13:22

## Twórcy
| - Rob Halford - wokal, aranżacje - K.K. Downing - gitara, aranżacje - Glenn Tipton - gitara, aranżacje - Ian Hill - gitara basowa - Scott Travis - perkusja - Tom "Colonel" Allom - miksowanie, produkcja muzyczna | - Tom Baker - mastering - Joe Barresi - inżynieria dźwięku - Stan Katayama - miksowanie - Aubrey Powell - kierownictwo, produkcja - Mark Wilkinson - oprawa graficzna, ilustracje - Roy Z - inżynieria dźwięku, miksowanie, produkcja muzyczna |

## Pozycje na listach
| Lista                | Kraj              | Pozycja |
| -------------------- | ----------------- | ------- |
| Media Control Charts | Niemcy            | 5       |
| Billboard 200        | Stany Zjednoczone | 13      |
| OLiS                 | Polska            | 23      |